# Parnica (powiat gryfiński)
Parnica (dawniej: niem. Rohrsdorf) – wieś w Polsce położona w województwie zachodniopomorskim, w powiecie gryfińskim, w gminie Banie przy drodze wojewódzkiej nr 122 biegnącej z Suchania do przejścia granicznego w Krajniku Dolnym.
W latach 1975–1998 miejscowość administracyjnie należała do województwa szczecińskiego.
Niewielka miejscowość położona w odległości 4,5 km na północny wschód od Bań. W XIX w. istniała tu kuźnia, karczma, szkoła, cegielnia, młyn, kościół i dwa cmentarze. Godne zobaczenia są budynki mieszkalne murowane głównie z końca XIX w. i początku XX w. z ozdobnymi detalami. Zachował się dawny cmentarz przykościelny z fragmentami ogrodzenia z dużych kamiennych głazów oraz cmentarz południowy z czytelnym układem kwater oraz zachowanymi fragmentami żeliwnych ogrodzeń.
W 2011 roku wieś miała 86 mieszkańców.